# Crime d'amour
Pour les articles homonymes, voir Crime d'amour (homonymie).
Ne doit pas être confondu avec Un crime d'amour.
Pour plus de détails, voir Fiche technique et Distribution.
Crime d'amour est un film français d’Alain Corneau, sorti en 2010, avec pour principales interprètes Ludivine Sagnier et Kristin Scott Thomas. C'est le seizième et dernier long-métrage de son réalisateur, mort quelques jours après sa sortie en salles.

## Synopsis
Christine Rivière dirige la branche française de la multinationale Barney Johnson. Elle mène avec succès plusieurs dossiers grâce à sa subordonnée, Isabelle Guérin, qui ne parvient pas à lui tenir rigueur de ce que son rôle est chaque fois minoré. Sa supérieure déploie une relation en apparence très affective et complice avec elle, et se voit en même temps proposer une promotion à New York.
Christine Rivière envoie Isabelle à sa place pour une négociation au Caire, où cette dernière commence une liaison avec Philippe Deschamp, l'un des amants de Christine. Isabelle se demande rapidement si elle n'a pas été manipulée, d’autant que sa patronne s’attribue une fois encore ses idées et le succès de cette mission.
Une occasion se présente pour Isabelle de briller aux yeux du siège américain, en court-circuitant Christine Rivière. Celle-ci voit sa promotion new-yorkaise reportée et pour se venger va tendre un piège aboutissant à une humiliation publique de la jeune femme. L'affrontement entre les deux femmes sera alors sans merci, la plus jeune et inexpérimentée des deux n'étant pas la moins machiavélique.

## Fiche technique
- Titre : Crime d'amour
- Réalisateur : Alain Corneau, assisté de Vincent Trintignant
- Scénario : Alain Corneau, Natalie Carter
- Photographie : Yves Angelo
- Montage : Thierry Derocles
- Musique : Pharoah Sanders
- Décors : Gérard Marcireau
- Costumes : Khadija Zeggaï
- Son : Jean-Paul Mugel
- Pays d'origine :  France
- Durée : 1 h 44
- Date de sortie : France, 18 août 2010

## Distribution
- Ludivine Sagnier : Isabelle Guérin

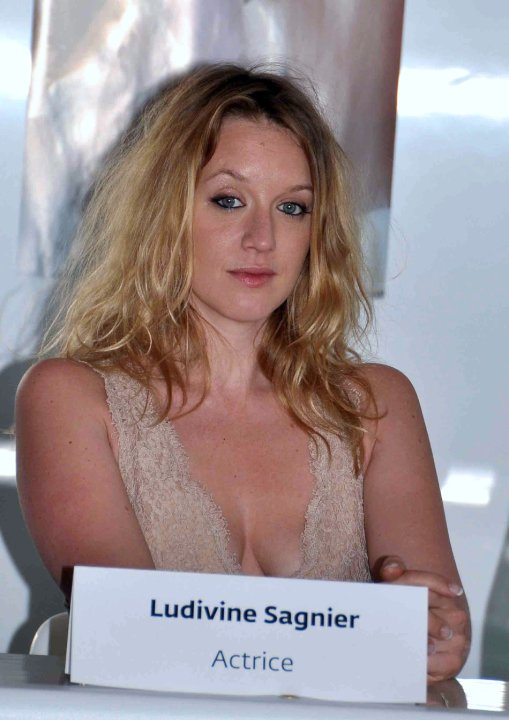
L'actrice principale Ludivine Sagnier au Festival de Cannes 2010.

- Kristin Scott Thomas : Christine Rivière
- Patrick Mille : Philippe Deschamp
- Guillaume Marquet : Daniel, le collaborateur d'Isabelle
- Gérald Laroche : Gérard, l'enquêteur
- Julien Rochefort : l'avocat
- Olivier Rabourdin : le juge
- Marie Guillard : Claudine, la sœur d'Isabelle
- Mike Powers : Boss américain 1
- Matthew Gonder : Boss américain 2
- Jean-Pierre Leclerc : l'adjoint de Gérard
- Stéphane Roquet : Fabien, un cadre
- Frédéric Venant : un cadre
- Stéphane Brel : le voisin d'Isabelle
- Marie-Bénédicte Roy : la surveillante en prison
- Anne Girouard : la vendeuse de couteaux
- Suzanne Renaud : la fille de Claudine
- Benoît Ferreux : le cadre coléreux
- Nils Moreau : le cadre maladroit
- Fabrice Donnio : le caissier du cinéma
- Xavier Berlioz : l'employé de bureau
- Jean-Marie Juan : Jacques, une relation de Christine
- Michel Doré : le spectateur cinéma

## Autour du film
- Une partie du film a été tournée dans la maison d'arrêt du Mans-Les-Croisettes avant son inauguration et l'arrivée des détenus[1].
- Un remake germano-français écrit et réalisé par Brian De Palma, intitulé Passion est sorti le 13 février 2013. Rachel McAdams et Noomi Rapace y jouent les rôles principaux.